# Грузия на «Евровидении-2010»
Грузия на «Евровидении» 2010 выступила во третий раз. Её представляла София Элгуджовна Нижарадзе (Софо Нижарадзе) с песней Shine. Грузия заняла 9-е место с 136 баллами в финале и 3-е место с 106 баллами во втором полуфинале. Это был лучшим результатом для Грузии на Евровидении.
У Софо было две бек-вокалистки (Софо Торошелидзе и Елена Каландадзе). Грузия впервые вошла в топ-10.